# 国立気象学校
国立気象学校（École nationale de la météorologie、ENM）は、フランス・トゥールーズのグランゼコール。
フランス気象局などの気象専門家を養成する。エコロジー・持続可能開発・エネルギー省傘下。